# Группа специального назначения (Пакистан)

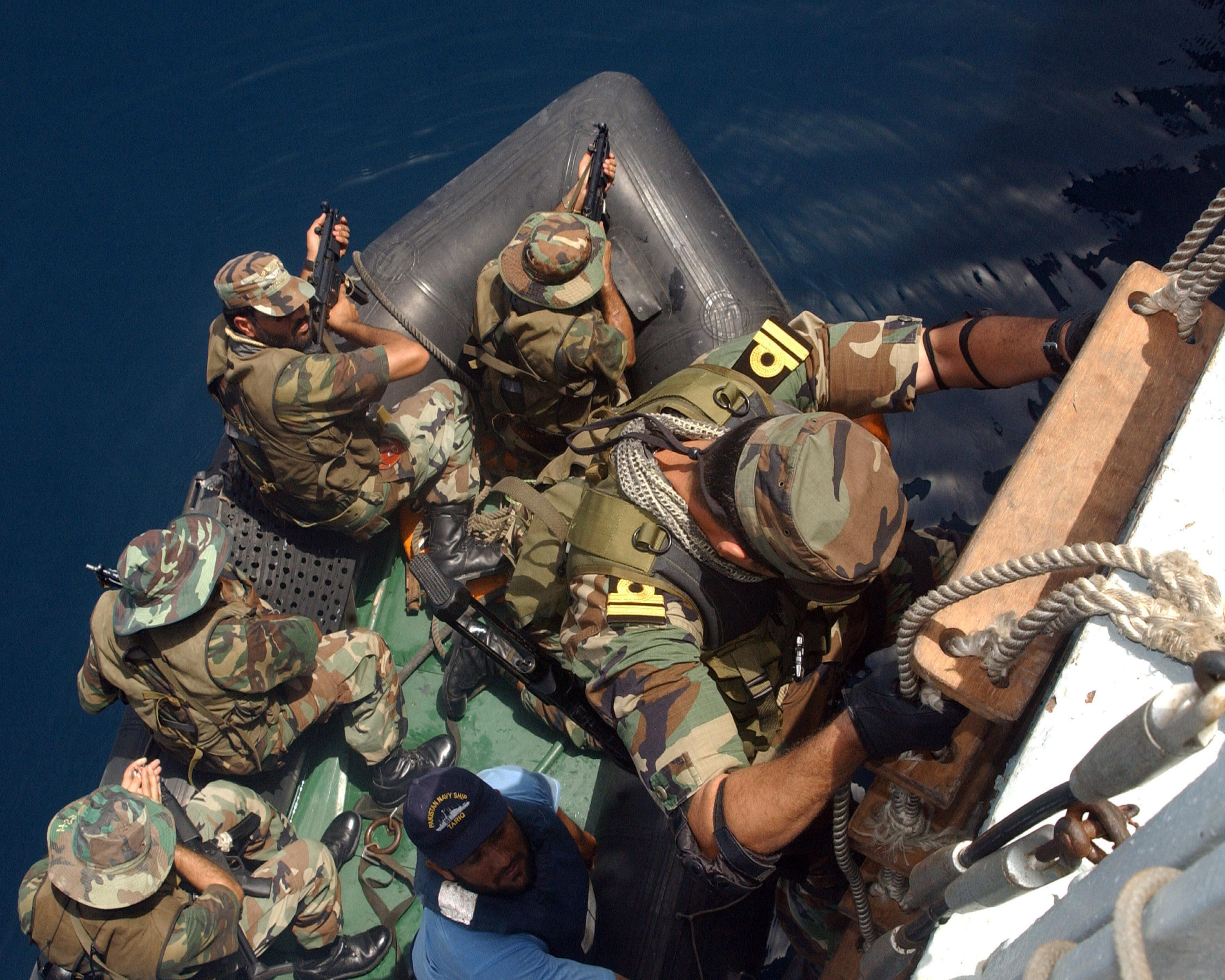
Пакистанский спецназ

Группа специального назначения (англ. Special Services Group - SSG) — пакистанский армейский спецназ, аналогичный американским зелёным беретам. Официальная численность 2100 бойцов. Разделён на 3 батальона. Первое «боевое крещение» получили в 1965 году в индийском штате Джамму и Кашмир. Участвовали в Афганской войне (1979—1989). После прихода к власти военного режима Мушаррафа спецназовцы начали привлекаться для борьбы с исламистами (см. штурм Красной Мечети). Во время штурма мечети был убит командир спецназа, подполковник Харун Ислам.

## История
По данным индийских военных экспертов, первое подразделение специального назначения в Пакистане было создано в 1956 году при активной помощи инструкторов из США. Чтобы сохранить секретность, оно было сформировано как 19-й батальон Белуджского полка, но проходило подготовку за пределами полкового центра, отдельно от остальных батальонов полка. Первым командиром батальона был подполковник Абу Бакр Осман Митха, впоследствии получивший звание генерал-майора пакистанских вооруженных сил. Штаб батальона разместился в г. Черат (Северо-Западная Пограничная провинция), расположенного в 50 км от пакистанского пограничного города Атток (провинция Пенджаб). В марте 1964 года в Пакистан прибыла мобильная учебная команда из состава группы специального назначения армии США, инструкторы которой помогли создать в Пешаваре воздушно-десантную школу для подготовки 19-го батальона Белуджского полка, который стал называться парашютным. Личный состав батальона получал парашютно-десантную подготовку, а некоторые обучались по специальности младших авиационных механиков. Перед индо-пакистанским конфликтом 1965 года, этот батальон насчитывал около 700 человек, разбитых на семь рот, причем каждая имела свою специализацию — боевые действия в пустыне, в горах, под водой или в качестве морской пехоты. Роты, прошедшие подготовку для действий в пустыне, участвовали в учениях вместе с мобильной учебной командой сецназа США в конце 1964 года. Подразделение боевых пловцов (аквалангистов) было переброшено в район Карачи для специальной подготовки. В1964 году, 19-й батальон Белуджского полка стал официально называться группой специального назначения (по западному образцу военнослужащих этой группы называют коммандос).
В войне 1965 года пакистанская группа спецназа получила первый боевой опыт. Сто бойцов спецназа десантировались вблизи индийских авиабаз в Удхампуре, Патханкоте и Халваре, в ночь с 6 на 7 сентября. Боевая задача состояла в том, чтобы вывести из строя взлетно-посадочные полосы аэродромов и уничтожить индийские самолеты. Разведывательных операция была проведена плохо, поэтому сама боевая операция проведена ещё хуже. Элитному подразделению не удалось уничтожить ни одного индийского самолёта. Парашютисты были захвачены в плен индийской стороной (в этом участвовали даже местные жители), лишь небольшой группе удалось пробиться назад в Пакистан.
В 1966 году пакистанский спецназ составлял уже три батальона, и каждый из батальонов в конце 60-х годов XX века по принципу ротации осуществлял боевое патрулирование в Восточном Пакистане (в настоящее время — Бангладеш), участвовал в захвате представителей оппозиции и подавлении беспорядков среди местного населения.
В январе 1971 года взвод 3го батальона провел операцию по захвату в собственном доме лидера оппозиционеров Авами Шейха Малибара Рахмана, которого пакистанские власти считали ответственным за беспорядки (операция «Searchlight»). Эти действия спровоцировали начало восстания во всем Восточном Пакистане. В течение последующих восьми месяцев 2-й и 3-й батальоны участвовали в боях в условиях города, пытаясь взять обстановку под свой контроль.
В 1966 году пакистанский спецназ был увеличен количественно и составил уже три батальона, каждый из которых в конце 60-х годов XX века по принципу ротации осуществлял боевое патрулирование в Восточном Пакистане (в настоящее время — Бангладеш) и участвовал в захвате представителей оппозиции и подавлении беспорядков среди местного населения. В январе 1971 года в указанный район был переброшен 3-й батальон на смену 2-му. 25-26 марта того же года взвод батальона провел операцию по захвату в собственном доме лидера оппозиционеров Авами Шейха Малибара Рахмана, которого пакистанские власти считали ответственным за беспорядки (операция «Searchlight»). Эта акция спровоцировала начало восстания во всем Восточном Пакистане. В течение последующих восьми месяцев 2-й и 3-й батальоны участвовали в боях в условиях города, пытаясь взять обстановку под свой контроль.
В декабре 1971 года основные силы 3-го батальона были уже выведены из Восточного Пакистана, в то же время, 2-й действовал в восточных районах Пакистана как пехотное подразделение. Он провел несколько удачных рейдов, но большинство его солдат и офицеров погибли или попали в плен. В состав 3-го батальона входил взвод боевых пловцов, накануне войны была сформирована отдельная рота боевых пловцов, получившая наименование «рота Мусы» в честь имени пророка Мусы (Моисея), силами которого пакистанский командующий Восточным военным округом генерал А. А. К. Ниази планировал атаковать индийский транспорт «Фаракка».
Во время войны 1-й батальон коммандос действовал на Западном фронте, он предпринял удачный рейд против индийского артиллерийского полка, уничтожив при этом несколько орудий.
Группа специального назначения (Special Service Group -SSG). Задачами спецназа в мирное время являются борьба с терроризмом, угонами самолётов, освобождение заложников, а также подавление беспорядков и восстановление законности и правопорядка в районах массовых волнений. В военное время на подразделения спецназа возлагается уничтожение военных объектов в тылу противника, а также нефтяных вышек, аэродромов, мостов, объектов радио- и телекоммуникаций, электростанций, радиолокационных станций, судов и захват высокопоставленных чиновников или офицеров противника.
Руководство группы спецназа постоянно размещается в г. Черат. У начальника штаба в подчинении находятся пять офицеров, каждый из которых отвечает за свой участок: три офицера второй категории отвечают за планирование и проведение специальных операций, разведку и обучение, подбор и расстановку кадров; один — начальник административно-хозяйственной службы и один — финансовой.
На данный момент пакистанский спецназ насчитывает в своем составе четыре батальона коммандос и четыре отдельные роты: аквалангистов, по борьбе с терроризмом, штабную и связи.
1-й батальон действует на юге индийского штата Джамму и Кашмир, зона предполагаемой выброски в случае военных действий — в районе индийского приграничного г. Патханкот (штат Пенджаб), где проходит стратегически важное шоссе, связывающее Джамму и Кашмир с другими штатами Индии.
2-й батальон действует в пустынных районах индийского штата Раджастхан; две роты батальона дислоцируются в Карачи (данные на конец 1999 года).
3-й батальон действует в северной части индийского Кашмира, а именно — в Кашмирской долине. Одна рота батальона дислоцируется при школе парашютно-десантной подготовки в Пешаваре.
21-й батальон образован сравнительно недавно, с октября по декабрь 1995 года занимался подготовкой частей 30-го корпуса СВ Пакистана в районе Сиалкота (пакистанская провинция Пенджаб, близ границы с индийским штатом Джамму и Кашмир).
- «Рота Мусы» — рота боевых пловцов (аквалангистов), предназначена для проведения подводных специальных операций по уничтожению морских целей, они также осуществляют диверсионные операции с последующим выходом на сушу.

- «Рота Заррара» — рота по борьбе с терроризмом, специализируется на борьбе с угонами самолётов, терроризмом, освобождением заложников. Она обычно находится в постоянной боевой готовности.

- «Рота Икбала» — рота связи. В её задачи входит обеспечение радиосвязи для батальонов спецназа. В составе роты имеется четыре взвода, которые при проведении специальных операций придаются каждому батальону. Связь осуществляется радиостанциями типа «77», которые обеспечивающими дальность до 30 км. Личный состав обычно проходит специальную подготовку по программе коммандос, включающую прыжки с парашютом, а также приобретает навыки работы в качестве радистов-шифровальщиков.

Батальоны пакистанского спецназа не имеют постоянного места дислокации. Два из них большую часть времени дислоцируются в г. Черат, третий несет службу по охране границы и стратегически важных, в том числе ядерных, объектов; через определённый промежуток времени они сменяют друг друга. По данным индийских военных экспертов один батальон обычно занимается подготовкой новобранцев, второй — выполняет секретные операции в Кашмире или Афганистане, а третий — находится в боевой готовности, охраняя военные объекты. Две роты постоянно дислоцируются в районе ледника Сиачен. Как минимум три из четырёх батальонов спецназа предназначены для возможных действий против Индии. Кроме того, из состава батальонов выделяются команды охраны, обеспечивающие безопасность президента Пакистана, премьер-министра и некоторых других высокопоставленных лиц.

### Боевые расчеты
Каждый из батальонов коммандос состоит из штаба (командир, два штабных офицера, адъютант, офицер разведки и штабной персонал), штабной роты (два офицера и 59 человек личного состава), взвода связи, транспортного взвода и административного взвода и четырёх (иногда пяти) рот коммандос. Численность батальона четырёхротного состава — 700 человек. Каждая рота состоит из штаба и трех взводов которые, в свою очередь, разбиты на отделения примерно по десять человек (характерно, что каждое отделение подготовлено для действий в качестве самостоятельного подразделения).

### Техника и вооружение
Роты спецназа укомплектованы бронетанковой и автомобильной техникой различного класса, такие как : БРДМ «Феррет», гусеничный БТР Ml 13, БТР-80 российского производства. Стрелковое оружие включает в себя пистолеты «Вальтер Р-38», 7,62-мм винтовки G3 , 7,62-мм пулеметы MG1 A3, гранатометы РПГ-7, ПТРК «Toy», легкие 60-мм минометы РМТ (по одному на каждый взвод), 106-мм безоткатные противотанковые орудия.
Полная боевая выкладка бойца составляет около 20 кг, включая сухой паек на семь дней. Экипировка может быть различной в зависимости от специальности военнослужащего (например, у альпинистов, боевых пловцов, бойцов антитеррористических групп).

### Подготовка военнослужащих подразделений специального назначения Пакистана
| №  | Вид подготовки                                                                        | Место прохождения подготовки                                                                                  | Продолжительность |
| -- | ------------------------------------------------------------------------------------- | --- | ----------------- |
| 1  | Базовая подготовка                                                                    | Лагерь Джалуз (недалеко от Черата)                                                                            | 2 месяца          |
| 2  | Подготовка аквалангистов                                                              | Мангла Дам (на водохранилище Мангла, расположенном на границе провинции Пенджаб и пакистанской части Кашмира) | 1 месяц           |
| 3  | Действия на заснеженной местности                                                     | Калам (Северо-Западная Пограничная провинция)                                                                 | 3 недели          |
| 4  | Альпинистская подготовка и действия в высокогорной местности                          | Кохат (Северо-Западная Пограничная провинция), Черат                                                          | 3 недели          |
| 5  | Использование различных видов оружия (особое внимание уделяется подготовке снайперов) | Черат | 2 месяца          |
| 6  | Использование взрывчатых веществ                                                      | Черат | 2 месяца          |
| 7  | Парашютная подготовка                                                                 | Парашютная школа в Пешаваре (Северо-Западная Пограничная провинция)                                           | 1 месяц           |
| 8  | Подготовка авиамехаников                                                              | Черат | 1 месяц           |
| 9  | Контрольные занятия                                                                   | Пешавар | 3 недели          |
| 10 | Тактическая подготовка                                                                | Район Черата                                                                                                  | 1 месяц           |
| 11 | Действия в условиях применения противником ОМП                                        | На различных объектах (как правило, место проведения подготовки засекречено)                                  |                   |

Спецназ формируется также добровольцами из других частей пакистанской армии и иррегулярных подразделений (пограничных, рейнджеров и других). Они направляются в центры подготовки спецназа в г. Черат и расположенном недалеко от него г. Атток. После прохождения соответствующих испытаний большинство из них возвращается в свои части как не прошедшие отбор. Кто отвечает требованиям, подписывают контракт для прохождения службы в спецназе сроком от трех до пяти лет. По истечении этого срока они возвращаются в свои части. Офицеры спецназа проходят особый отбор, кандидаты обязаны иметь выслугу на военной службе в ВС Пакистана не менее двух лет.
Группы специального назначения проходят школу парашютно-десантной подготовки в Пешаваре (ее персонал составляют три офицера, 23 младших офицера и 54 солдата и сержанта); школу военных альпинистов в г. Абботтабад (Пенджаб); школу боевых пловцов в г. Карачи (в подчинении группы специального назначения ВМС); школу, готовящую бойцов для действий в пустыне. Так как в качестве инструкторов подготовки зачастую выступают иностранцы, языком обучения, как правило, является английский (широко распространенный в Пакистане, хотя и не являющийся официальным языком) или урду.
Бойцы групп специального назначения проходят обучение частично по месту дислокации батальона или роты, частично в специальных лагерях. Здесь определяется будущая специализация каждого бойца. Подготовка включает в себя несколько предметов, вплоть до действий в условиях ядерной, химической и бактериологической войны.
После обучения в парашютной школе в Пешаваре выпускники получают квалификационную нашивку парашютиста (в виде серебристых крыльев и голубого парашюта на чёрном фоне), которую носят над левым карманом со всеми формами одежды. Нашивка дается за семь прыжков, включая пять дневных и два ночных. Инструкторам по прыжкам с парашютом, сделавшим более 50 прыжков, полагается аналогичная нашивка, но на красном фоне. За освоение курса затяжных прыжков с большой высоты, после совершения пяти прыжков полагается квалификационная нашивка с надписью «SKYDIVER» (ее носят на правом рукаве). Авиамеханики группы спецназа носят особую квалификационную нашивку над левым карманом — в виде крыльев с надписью «RIGGER» (англ.: авиамеханик) поверх них.
Не редко курсанты помимо парашютной получают дополнительную подготовку. При прохождения подготовки к боевым действиям в условиях высокогорья в школе военных альпинистов в г. Абботтабад полагается квалификационная эмблема военного альпиниста. Кто прошел подготовку в школе группы специального назначения ВМС в г. Карачи, получают квалификационную эмблему боевого пловца «SKUBA». Все квалификационные нашивки и эмблемы носятся на правом рукаве.
В 90-е годы прошлого столетия, когда «холодная война» закончилась, а отношения Пакистана с США заметно ухудшились, пакистанское командование стало развивать сотрудничество с Китаем. Об обмене опытом между пакистанским и китайским спецназом известно мало. В настоящее время бойцы специальных подразделений занимаются по программам не только американского и британского, но и китайского спецназа, а также осваивают китайское вооружение, оснащение и тактику. Так же, спецназ Пакистана обменивается опытом с аналогичными структурами некоторых других исламских стран (Турции, Иордании).

### Экипировка и форма
Пакистанский спецназ получил камуфлированное обмундирование американского производства (камуфляж для лесной местности). Над левым карманом все чины спецназа носят квалификационный знак парашютиста; в верхней части правого рукава — другие квалификационные нашивки и эмблемы.
Отличительной особенностью спецназа стали темно-красные или каштановые береты (как в парашютно-десантном полку ВС Пакистана). Слева на голубой нашивке в форме ромба крепится эмблема спецназа, изображающая кинжал с молниями по бокам. На погонах все чины спецназа носят металлическую эмблему в виде латинских букв SSG (группа специального назначения).
По мнению иностранных военных экспертов (в том числе американских, участвовавших в проведении контртеррористической операции в Афганистане в 2002 году) подразделения специального назначения ВС Пакистана хорошо подготовлены, организованы и оснащены в соответствии с современными требованиями.